# 莱德萨尔普
莱德萨尔普（法語：Les Deux Alpes，法語發音：[le dø.z‿alp]）是法国伊泽尔省的一个市镇，属于格勒诺布尔区。该市镇于2017年由原市镇蒙德朗和韦诺斯克合并而成。

## 地名
该市镇得名于同名滑雪场，其在法语中意为“两高山”，故有时亦写作“Les 2 Alpes”。

## 地理
莱德萨尔普（44°59'22"N, 6°6'58"E）面积56.72 平方千米，位于法国奥弗涅-罗讷-阿尔卑斯大区伊泽尔省，该省份为法国东南部内陆省份，北起顺时针与安省、萨瓦省、上阿尔卑斯省、德龙省、阿尔代什省、卢瓦尔省和罗讷省。
与莱德萨尔普接壤的市镇（或旧市镇、城区）包括：瓦桑堡、米佐安、欧里斯、勒弗勒内杜瓦桑、拉格拉沃、瓦桑地区圣克里斯托夫、瓦尔茹夫雷。
莱德萨尔普的时区为UTC+01:00、UTC+02:00（夏令时）。

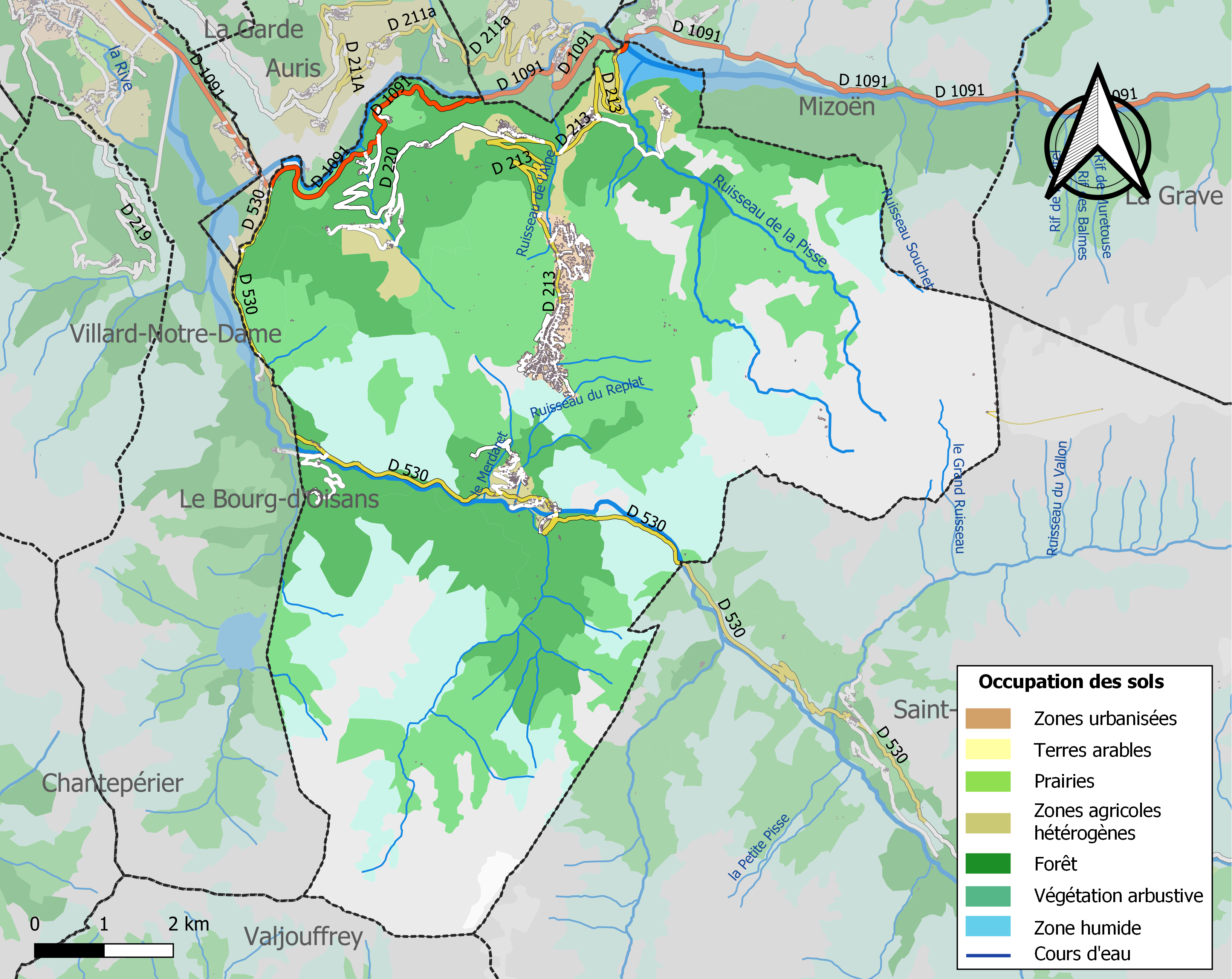
莱德萨尔普的OSM定位图

## 行政
莱德萨尔普的邮政编码为38860，INSEE市镇编码为38253。

## 政治
莱德萨尔普所属的省级选区为瓦桑-罗曼什县。

## 人口
莱德萨尔普于2022年1月1日时的人口数量为1920人。